# United Autosports
United Autosports est une écurie de sport automobile, fondée en 2009 par l'homme d'affaires et entrepreneur américain Zak Brown et l'ancien pilote de course britannique, Richard Dean.
Depuis la fondation de l'équipe en 2009, United Autosports a participé à des courses de haut niveau à travers le monde, notamment les 24 Heures de Spa, les 12 Heures de Bathurst, les 12 Heures du Golfe et les 24 Heures de Dubaï, ainsi que les championnats britanniques des voitures de tourisme, le GT Cup, le Challenge Supercar d'Europe, le Ginetta GT4 Supercup, le Championnat d'Europe FIA GT3 et Blancpain Endurance Series mais elle est probablement plus connus pour sa participation au British GT Championship. L'équipe a également disputé les 24 Heures de Daytona, l'Intercontinental Le Mans Cup, la Macau GT Cup et le Petit Le Mans.
En 2016, l'écurie a été nommée agent britannique du fabricant français de voitures de course Onroak Automotive en créant ainsi Ligier UK. United Autosports a fréquemment fait signer des pilotes accomplis pour concourir dans les voitures de course de l'équipe lors d'événements clés tels que Martin Brundle, Mark Blundell, Eddie Cheever, Stefan Johansson, Johnny Herbert, Markus Winkelhock, David Brabham et Arie Luyendyk. Les pilotes de l'équipe comptent également parmi les meilleurs pilotes de course professionnels, tels que Brendon Hartley, Alex Lynn, Danny Watts et Alex Brundle.
United Autosports prépare et concourt également à différentes courses historiques lors d'événements à travers le monde, comme la réunion Rolex Monterey Motorsports et les Le Mans et Silverstone Classiques.

## Histoire
En 2013, United Autosports a une nouvelle fois participé au British GT Championship (en) avec deux McLaren ultra MP4-12C GT3 et une Audi R8 LMS ultra. Matt Bell et Mark Patterson ont terminé deuxièmes du championnat après avoir obtenu trois podiums et remporté la finale à Donington Park. Ils ont raté le titre avec leur Audi par seulement un demi-point. Néanmoins, cela a été la saison où l'écurie a remporté son premier titre de champion, avec Jim et Glynn Geddie (en) dans leur McLaren ultra MP4-12C GT3 en European Supercar Challenge (en).
À partir de 2016, l'écurie participe à l'European Le Mans Series dans la catégorie LMP3 avec une paire de prototypes Ligier JS P3. L'équipe participe également au championnat LMP3 Henderson Insurance en Angleterre avec deux Ligier JS P3. En 2017, United Autosports s'engage aussi en LMP2 avec une Ligier JS P217, et fait ses débuts aux 24 Heures du Mans, terminant cinquième au général et quatrième de la catégorie.
En 2018, le team inscrit deux voitures pour les 24 Heures de Daytona 2018 qui sont pilotées notamment par deux pilotes de Formule 1, Fernando Alonso et Paul Di Resta.
En 2019, le team s'inscrit en WEC pour la saison 2019-2020 dans la catégorie LMP2.
Ayant la volonté de revenir en GT, l'écurie prend possession de la structure du Strakka Racing en 2020.
En 2023 et à la suite de la fin de la catégorie LMP2 en WEC, l'écurie annonce qu'il rejoindra le championnat WeatherTech SportsCar Championship en catégorie LMP2.
Cette même année, il annonce continuer le WEC en 2024 dans la catégorie LMGT3 avec McLaren.

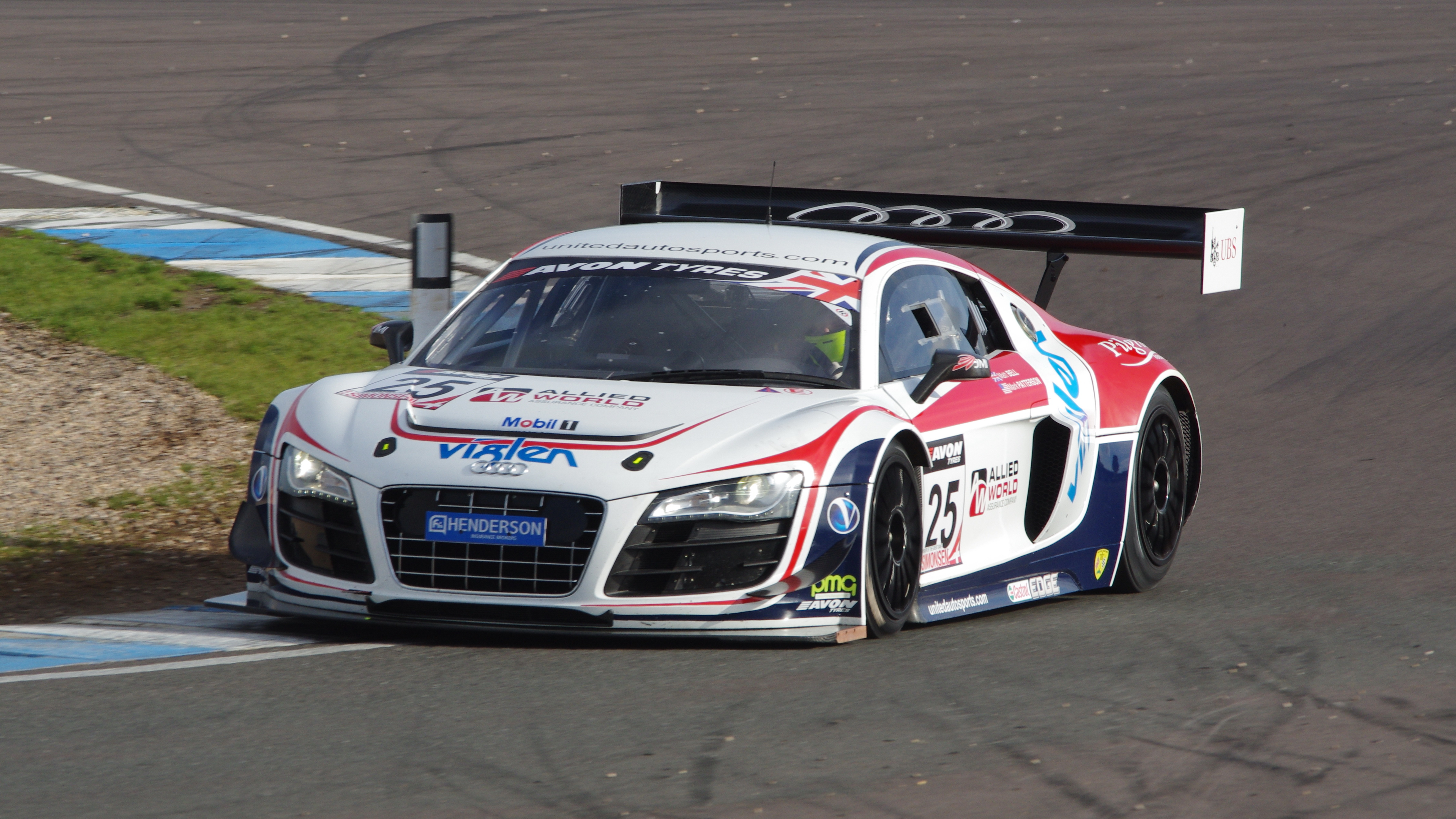
Audi R8 LMS lors d'une manche du British GT à Donington Park en 2013.
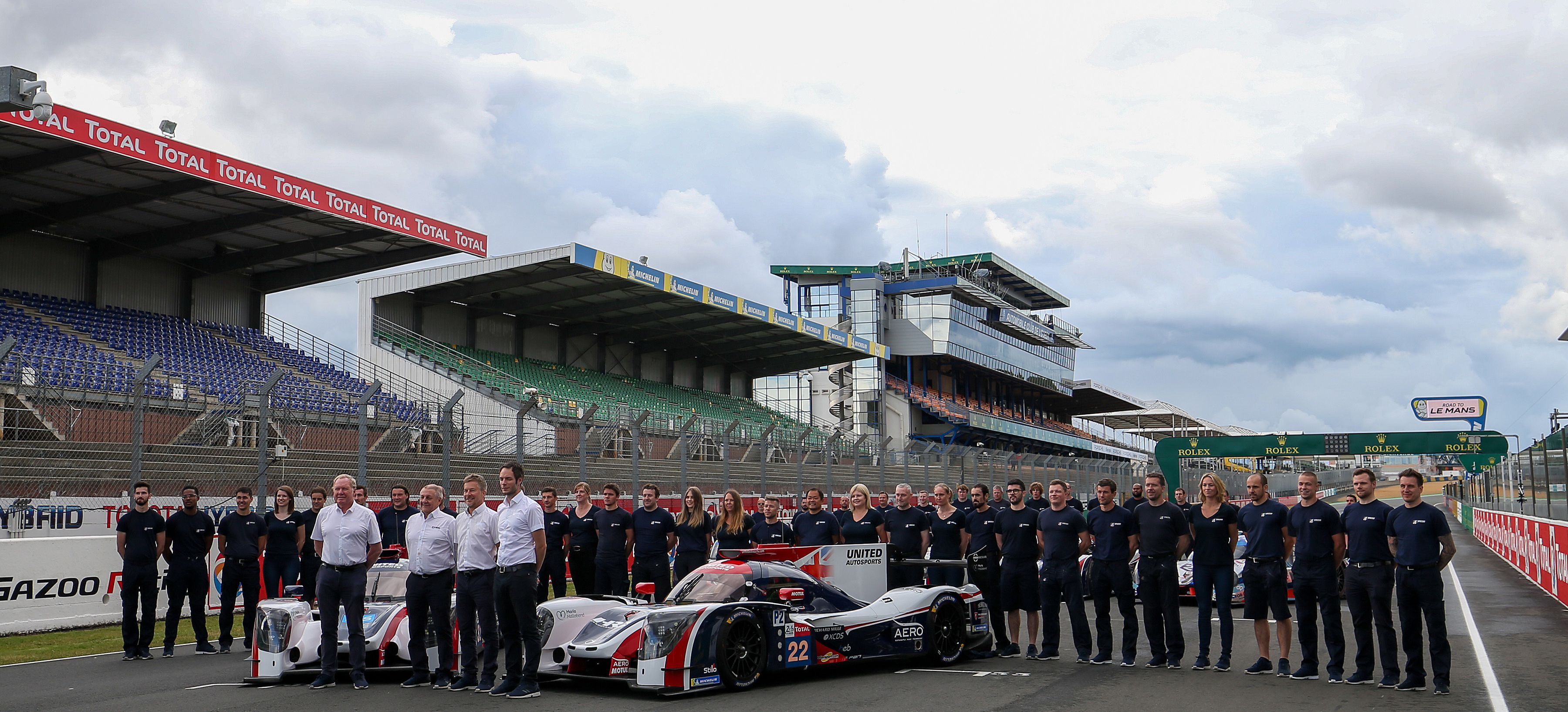
L'équipe United Autosports au Mans en juin 2019.
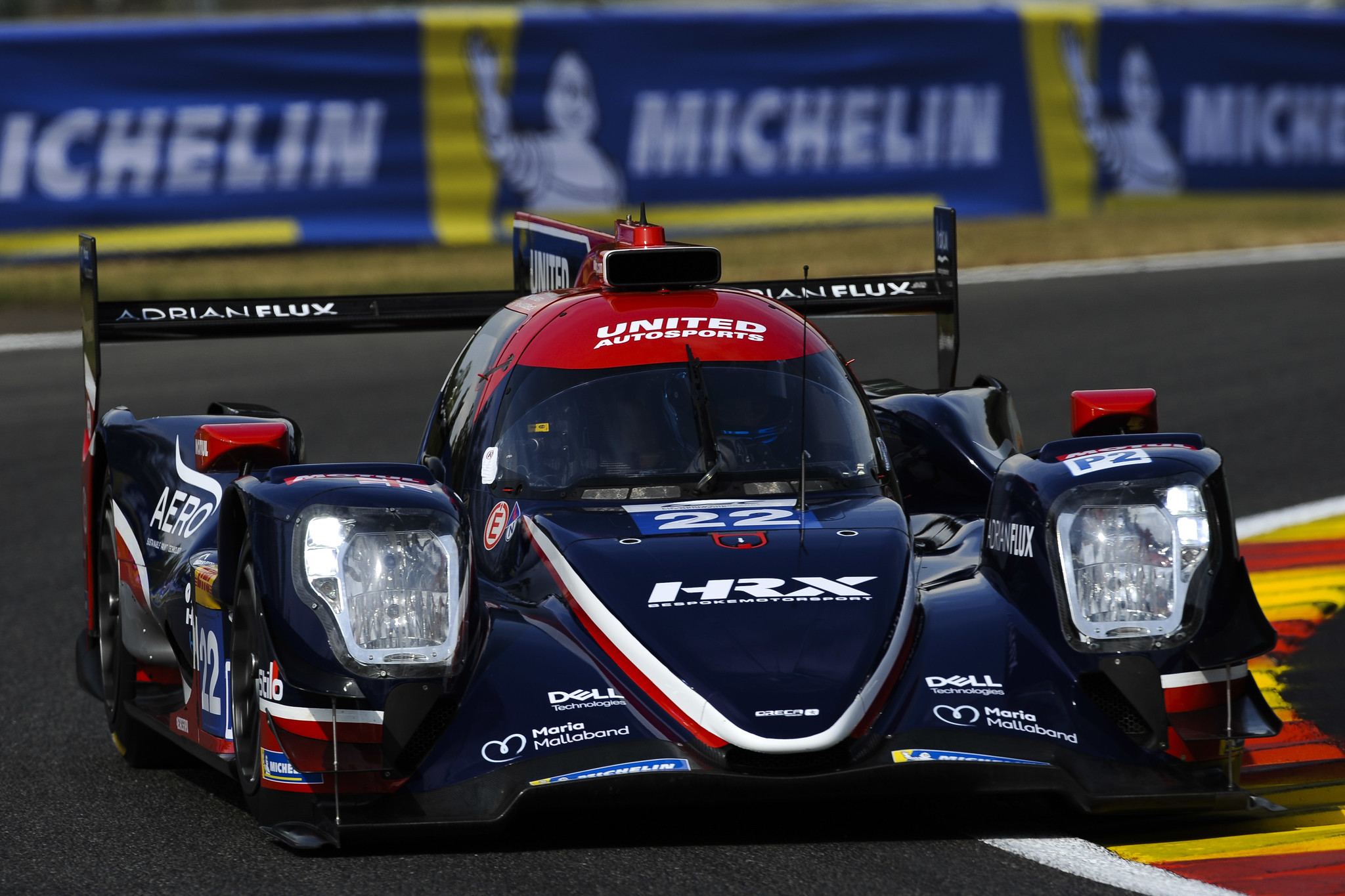
Oreca 07 lors des 6 Heures de Spa-Francorchamps 2020.

## Résultats en compétition automobile

### Résultats aux24 Heures du Mans
| Année | Classe | no | Pilotes                                          | Voiture        | Pneus | Tours | Pos. | Pos. cat. |
| ----- | ------ | -- | ------------------------------------------------ | -------------- | ----- | ----- | ---- | --------- |
| 2017  | LMP2   | 32 | Will Owen Hugo de Sadeleer Filipe Albuquerque    | Ligier JS P217 | D     | 362   | 5e   | 4e        |
| 2018  | LMP2   | 22 | Philip Hanson Filipe Albuquerque Paul di Resta   | Ligier JS P217 | D     | 288   | Abd. | Abd.      |
| 2018  | LMP2   | 32 | Will Owen Hugo de Sadeleer Juan Pablo Montoya    | Ligier JS P217 | D     | 365   | 7e   | 3e        |
| 2019  | LMP2   | 22 | Philip Hanson Filipe Albuquerque Paul di Resta   | Ligier JS P217 | M     | 365   | 9e   | 4e        |
| 2019  | LMP2   | 32 | Ryan Cullen Will Owen Alex Brundle               | Ligier JS P217 | M     | 348   | 19e  | 14e       |
| 2020  | LMP2   | 22 | Philip Hanson Filipe Albuquerque Paul di Resta   | Oreca 07       | M     | 370   | 5e   | 1re       |
| 2020  | LMP2   | 32 | Alex Brundle William Owen Job van Uitert         | Oreca 07       | M     | 359   | 17e  | 13e       |
| 2021  | LMP2   | 22 | Phil Hanson Fabio Scherer Filipe Albuquerque     | Oreca 07       | G     | 328   | 40e  | 18e       |
| 2021  | LMP2   | 23 | Paul di Resta Alex Lynn Wayne Boyd               | Oreca 07       | G     | 361   | 9e   | 4e        |
| 2021  | LMP2   | 32 | Nicolas Jamin Jonathan Aberdein Manuel Maldonado | Oreca 07       | G     | 75    | Abd. | Abd.      |

### Résultats aux24 Heures de Daytona
| Année | Classe | no | Pilotes                                              | Voiture        | Pneus | Tours | Pos. |
| ----- | ------ | -- | ---------------------------------------------------- | -------------- | ----- | ----- | ---- |
| 2018  | LMP2   | 32 | Will Owen Paul di Resta Hugo de Sadeleer Bruno Senna | Ligier JS P217 | C     | 804   | 4e   |
| 2018  | LMP2   | 23 | Fernando Alonso Philip Hanson Lando Norris           | Ligier JS P217 | C     | 718   | 38e  |
| 2022  | LMP2   | 22 | Phil Hanson James McGuire Will Owen Guy Smith        | Oreca 07       | M     | 740   | 10e  |

### Résultats aux12 Heures de Sebring
| Année | Classe | no | Pilotes                                  | Voiture        | Pneus | Tours | Pos. |
| ----- | ------ | -- | ---------------------------------------- | -------------- | ----- | ----- | ---- |
| 2018  | LMP2   | 32 | Philip Hanson Paul di Resta Alex Brundle | Ligier JS P217 | C     | 344   | 5e   |
| 2021  | LMP2   | 32 | Wayne Boyd James McGuire Guy Smith       | Oreca 07       | M     | 333   | 37e  |
| 2022  | LMP2   | 22 | James McGuire Guy Smith Duncan Tappy     | Oreca 07       | M     | 342   | 11e  |

### Résultats enChampionnat du monde d'endurance
| Année     | Classe | no | Châssis  | Moteur                              | 1        | 2     | 3     | 4      | 5     | 6     | 7     | 8     | Points | Classement |
| --------- | ------ | -- | -------- | ----------------------------------- | -------- | ----- | ----- | ------ | ----- | ----- | ----- | ----- | ------ | ---------- |
| 2019-2020 | LMP2   | 22 | Oreca 07 | Gibson GK428 4,2 L V8 atmosphérique | SIL Abd. | FUJ 3 | SHA 3 | BAH 1  | CAM 1 | SPA 1 | LMS 1 | BAH 4 | 1re    | 190        |
| 2021      | LMP2   | 22 | Oreca 07 | Gibson GK428 4,2 L V8 atmosphérique | SPA 1    | POR 3 | MNZ 1 | LMS 10 | BHR 4 | BHR 4 |       |       | 4e     | 107        |
| 2022      | LMP2   | 22 | Oreca 07 | Gibson GK428 4,2 L V8 atmosphérique | SEB 7    | SPA   | LMS   | MON    | FUJ   | BHR   |       |       | 7e*    | 9*         |
| 2022      | LMP2   | 23 | Oreca 07 | Gibson GK428 4,2 L V8 atmosphérique | SEB 1    | SPA   | LMS   | MON    | FUJ   | BHR   |       |       | 1re*   | 38*        |

* Saison en cours.

### Résultats enEuropean Le Mans Series
| Année | Classe | no | Voiture        | Pneus | 1                 | 2                 | 3                 | 4                 | 5                | 6                 | Total | Pos. |
| ----- | ------ | -- | -------------- | ----- | ----------------- | ----------------- | ----------------- | ----------------- | ---------------- | ----------------- | ----- | ---- |
| 2016  | LMP3   | 2  | Ligier JS P3   | M     | SIL gén:11 cls:1  | IMO gén:14 cls:1  | RBR gén:9 cls:1   | LEC gén:14 cls:3  | SPA gén:11 cls:2 | EST gén:20 cls:11 | 109.5 | 1re  |
| 2016  | LMP3   | 3  | Ligier JS P3   | M     | SIL gén:12 cls:2  | IMO gén:21 cls:7  | RBR gén:30 cls:14 | LEC gén:29 cls:11 | SPA gén:12 cls:3 | EST gén:9 cls:2   | 59    | 4e   |
| 2017  | LMP2   | 32 | Ligier JS P217 | D     | SIL gén:1 cls:1   | MON gén:6 cls:6   | RBR gén:1 cls:1   | LEC gén:5 cls:5   | SPA gén:4 cls:4  | POR gén:2 cls:2   | 98    | 2e   |
| 2017  | LMP3   | 2  | Ligier JS P3   | M     | SIL gén:11 cls:1  | MON gén:19 cls:9  | RBR gén:10 cls:2  | LEC gén:13 cls:1  | SPA gén:14 cls:3 | POR gén:12 cls:2  | 103   | 1re  |
| 2017  | LMP3   | 3  | Ligier JS P3   | M     | SIL gén:13 cls:3  | MON gén:14 cls:4  | RBR Abd.          | LEC Abd.          | SPA gén:16 cls:5 | POR gén:11 cls:1  | 63    | 3e   |
| 2018  | LMP2   | 22 | Ligier JS P217 | D M   | LEC gén:12 cls:12 | MON gén:10 cls:10 | RBR gén:3 cls:3   | SIL Abd.          | SPA gén:1 cls:1  | POR gén:1 cls:1   | 54    | 4e   |
| 2018  | LMP2   | 32 | Ligier JS P217 | D M   | LEC gén:9 cls:9   | MON gén:11 cls:11 | RBR gén:15 cls:15 | SIL gén:10 cls:10 | SPA gén:6 cls:6  | POR gén:2 cls:3   | 23    | 10e  |
| 2019  | LMP2   | 22 | Ligier JS P217 | M     | LEC gén:6 cls:6   | MON gén:4 cls:4   | BAR gén:7 cls:7   |                   |                  |                   | 71    | 4e   |
| 2019  | LMP2   | 22 | Oreca 07       | M     |                   |                   |                   | SIL Abd.          | SPA gén:1 cls:1  | POR gén:2 cls:2   | 71    | 4e   |
| 2019  | LMP2   | 32 | Ligier JS P217 | M     | LEC gén:13 cls:13 | MON gén:3 cls:3   | BAR gén:8 cls:8   | SIL gén:8 cls:8   |                  |                   | 37,5  | 8e   |
| 2019  | LMP2   | 32 | Oreca 07       | M     |                   |                   |                   |                   | SPA gén:9 cls:9  | POR gén:4 cls:4   | 37,5  | 8e   |
| 2019  | LMP3   | 2  | Ligier JS P3   | M     | LEC gén:22 cls:6  | MON gén:20 cls:3  | BAR gén:19 cls:3  | SIL gén:16 cls:3  | SPA Abd.         | POR gén:16 cls:2  | 76    | 4e   |
| 2019  | LMP3   | 3  | Ligier JS P3   | M     | LEC gén:24 cls:8  | MON gén:34 cls:10 | BAR gén:23 cls:5  | SIL Abd.          | SPA gén:21 cls:5 | POR Abd.          | 25    | 8e   |
| 2020  | LMP2   | 22 | Oreca 07       | M     | LEC gén:3 cls:3   | SPA gén:1 cls:1   | LEC gén:1 cls:1   | MON gén: cls:     | POR gén: cls:    |                   | 68    | 1re  |
| 2020  | LMP2   | 32 | Oreca 07       | M     | LEC gén:1 cls:1   | SPA gén:5 cls:5   | LEC gén:8 cls:8   | MON gén: cls:     | POR gén: cls:    |                   | 39    | 2e   |
| 2020  | LMP3   | 2  | Ligier JS P320 | M     | LEC gén:11 cls:1  | SPA gén:15 cls:1  | LEC Abd.          | MON gén: cls:     | POR gén: cls:    |                   | 52    | 1re  |
| 2020  | LMP3   | 3  | Ligier JS P320 | M     | LEC gén:18 cls:7  | SPA gén:24 cls:5  | LEC gén:16 cls:2  | MON gén: cls:     | POR gén: cls:    |                   | 34    | 3e   |

### Résultats enAsian Le Mans Series
| Année     | Classe | no | Pilotes                                               | Voiture      | Pneus | 1     | 2     | 3     | 4        | Total | Pos. |
| --------- | ------ | -- | ----------------------------------------------------- | ------------ | ----- | ----- | ----- | ----- | -------- | ----- | ---- |
| 2018-2019 | LMP2   | 22 | Paul Di Resta Phil Hanson                             | Ligier JS P2 | M     | SHA 2 | FUJ 2 | THA 1 | SEP 2    | 80    | 1re  |
| 2018-2019 | LMP2   | 23 | Guy Cosmo Patrick Byrne Salih Yoluç                   | Ligier JS P2 | M     | SHA 3 | FUJ 5 | THA 6 | SEP Abd. | 33    | 6e   |
| 2018-2019 | LMP3   | 2  | Wayne Boyd Garett Grist Chris Buncombe                | Ligier JS P3 | M     | SHA 2 | FUJ 5 | THA 1 | SEP 3    | 70    | 2e   |
| 2018-2019 | LMP3   | 3  | Matt Bell Kay Van Berlo Jim McGuire Christian England | Ligier JS P3 | M     | SHA 6 | FUJ 1 | THA 5 | SEP 5    | 53    | 4e   |

## Palmarès
- European Le Mans Series
  - Champion LMP3 European Le Mans Series 2016
  - Champion LMP3 European Le Mans Series 2017
- Asian Le Mans Series
  - Champion LMP2 Asian Le Mans Series 2018-2019
- 24 Heures du Mans
  - Victoire dans la catégorie LMP2 aux 24 Heures du Mans 2020
- Championnat du monde d'endurance FIA
  - Trophée Endurance FIA des équipes LMP2 2019-2020

## Pilotes
- Filipe Albuquerque (2017-2020)
- Fernando Alonso (2018)
- Scott Andrews (2018)
- Matt Bell (2016, 2018-2019)
- Andrew Bentley (2019-2020)
- Kay Van Berlo (2018-2019)
- Chris Buncombe (2016-2019)
- Wayne Boyd (2016-2020)
- Colin Braun (2018)
- Zak Brown (2010-2013)
- Mark Blundell (2010-2013)
- Alex Brundle (2016, 2019-2020)
- Patrick Byrne (2018-2019)
- Guy Cosmo (2018-2019)
- Ryan Cullen (2019)
- Paul di Resta (2018-2020)
- Hugo de Sadeleer (2017-2018)
- Christian England (2016-2019)
- Thomas Erdos (2019)
- Andrew Evans (2017)
- John Falb (2017-2018)
- Garett Grist (2018-2019)
- Tom Gamble (2020)
- Mike Guasch (2016, 2019)
- Phil Hanson (2018-2020)
- Naj Husain (2018-2019)
- Stefan Johansson (2010-2011, 2016)
- Shaun Lynn (2016-2019)
- James McGuire (2020)
- Jim McGuire (2018-2019)
- Richard Meins (2010-2012, 2016-2019)
- Juan Pablo Montoya (2018)
- Lando Norris (2018)
- Will Owen (2017-2020)
- Mark Patterson (2016-2017)
- Sean Rayhall (2017-2018)
- Bruno Senna (2018)
- Duncan Tappy (2020)
- Job van Uitert (2020)
- Tony Wells (2018)
- Robert Wheldon (2020)
- CJ Wilson (2017)
- Salih Yoluç (2018-2019)
- Sébastien Baud (2024)